# Mass Media Games
Mass Media, Inc. este un dezvoltator american de jocuri video cu sediul în Moorpark, California. Obiectivul actual al companiei este de a dezvolta material original pentru platformele Sony. 

## Istorie
Compania a fost fondată în anii 1980 la Cinemaware. În 1991, acestea au format o unitate de producție numită Philips P.O.V. Entertainment Group. Mass Media a părăsit Philips în 1995, iar compania a devenit dezvoltator exclusiv pentru Time Warner Interactive. După ce Time Warner a închis Time Warner Interactive, Mass Media a devenit un dezvoltator independent. Acesta a fost achiziționat de THQ în februarie 2007, care a închis studioul în noiembrie 2008.
Compania a fost relansată imediat, concentrându-se pe dezvoltarea platformelor Sony, inclusiv PlayStation 3.

## Jocuri
Mass Media a dezvoltat peste patruzeci de titluri și are în prezent titluri suplimentare în diferite etape de dezvoltare. Toate titlurile lor au fost dezvoltate cu setul lor de instrumente de dezvoltare denumit BOLT.
| An   | Titlu                                    | Platformă                                |
| ---- | ---------------------------------------- | ---------------------------------------- |
| 1992 | Defender of the Crown                    | CD-i                                     |
| 1992 | Girl's Club                              | CD-i                                     |
| 1992 | Lords of the Rising Sun                  | CD-i                                     |
| 1992 | Mystic Midway: Rest in Pieces            | CD-i                                     |
| 1992 | Tetris                                   | CD-i                                     |
| 1992 | Zombie Dinos from Planet Zeltoid         | CD-i                                     |
| 1993 | Caesars World of Boxing                  | CD-i                                     |
| 1993 | Mystic Midway: Phantom Express           | CD-i, DOS                                |
| 1993 | Voyeur                                   | CD-i                                     |
| 1994 | Mystic Midway: Rest in Pieces            | DOS                                      |
| 1994 | NFL Hall of Fame Football                | CD-i                                     |
| 1994 | Voyeur                                   | DOS                                      |
| 1995 | Thunder in Paradise Interactive          | CD-i, DOS                                |
| 1996 | 3-D TableSports                          | DOS                                      |
| 1998 | The Game of Life                         | Windows, PlayStation                     |
| 1999 | BassMasters 2000                         | Nintendo 64                              |
| 1999 | Namco Museum 64                          | Nintendo 64                              |
| 2000 | Ms. Pac-Man Maze Madness                 | Dreamcast, Nintendo 64                   |
| 2000 | Namco Museum 64                          | Dreamcast                                |
| 2000 | Saban's Power Rangers: Lightspeed Rescue | Nintendo 64                              |
| 2000 | StarCraft 64                             | Nintendo 64                              |
| 2001 | Namco Museum                             | Game Boy Advance, PlayStation 2          |
| 2001 | Pac-Man Collection                       | Game Boy Advance                         |
| 2002 | Namco Museum                             | GameCube, Xbox                           |
| 2002 | Pac-Man Fever                            | GameCube, PlayStation 2                  |
| 2002 | Shrek: Super Party                       | PlayStation 2, Xbox                      |
| 2003 | Blackthorne                              | Game Boy Advance                         |
| 2003 | Jim Henson's Muppets Party Cruise        | GameCube, PlayStation 2                  |
| 2003 | Rock n' Roll Racing                      | Game Boy Advance                         |
| 2003 | Shrek: Super Party                       | GameCube                                 |
| 2003 | The Lost Vikings                         | Game Boy Advance                         |
| 2004 | Nicktoons Movin'                         | PlayStation 2                            |
| 2005 | Full Spectrum Warrior                    | PlayStation 2                            |
| 2005 | The Bible Game                           | PlayStation 2                            |
| 2006 | Full Spectrum Warrior: Ten Hammers       | PlayStation 2                            |
| 2006 | The Bible Game                           | Xbox                                     |
| 2007 | Tetris Evolution                         | Xbox 360                                 |
| 2008 | Saints Row 2                             | PlayStation 3, Xbox 360                  |
| 2009 | Marvel Super Hero Squad                  | PlayStation 2, PlayStation Portable, Wii |
| 2009 | Saints Row 2                             | Windows                                  |
| 2010 | Darksiders                               | Windows, PlayStation 3, Xbox 360         |
| 2010 | The Midway                               | PlayStation Home                         |
| 2010 | The Midway 2                             | PlayStation Home                         |
| 2011 | Warhammer 40,000: Space Marine           | Windows, PlayStation 3, Xbox 360         |
| 2012 | Jak and Daxter Collection                | PlayStation 3                            |
| 2012 | The Midway 3                             | PlayStation Home                         |
| 2013 | Jak and Daxter Collection                | PlayStation Vita                         |
| 2014 | Ratchet & Clank Collection               | PlayStation Vita                         |
| 2015 | Evolve                                   | Windows, PlayStation 4, Xbox One         |
| 2016 | Mafia III                                | Windows, PlayStation 4, Xbox One         |
| 2017 | XCOM 2: War of the Chosen                | PlayStation 4, Xbox One                  |
| 2018 | Carnival Games                           | Nintendo Switch, PlayStation 4, Xbox One |

## Legături externe
- Official website